# Pinnaxodes gigas
Pinnaxodes gigas is een krabbensoort uit de familie van de Pinnotheridae. De wetenschappelijke naam van de soort is voor het eerst geldig gepubliceerd in 1992 door Green.